# Еськов, Митрофан Фёдорович
Митрофан Фёдорович Еськов (30 июля 1910 года, село Хреновое, Бобровский уезд, Воронежская губерния — 10 марта 1988 года, село Хреновое, Бобровский район, Воронежская область) — передовик сельскохозяйственного производства, управляющий отделением конного завода № 10 Хреновского района Воронежской области. Герой Социалистического Труда (1948).

## Биография
Родился 30 июля 1910 года в рабочей семье в селе Хреновое Бобровского уезда (сегодня — Бобровский район Воронежской области) Воронежской губернии. В 1927 году начал свою трудовую деятельность конюхом на Хреновском конном заводе. В 1934 году окончил Хреновской техникум конезаводства по специальности зоотехник, после чего работал зоотехником подсобного животноводства на Хреновском конном заводе. С 1941 года участвовал в Великой Отечественной войне в составе 241-й стрелковой дивизии. В 1942 году вступил в ВКП(б). В 1944 году окончил Черкасское пиротехническое училище, после чего продолжил военную службу в должности командира роты 883-го стрелкового полка 199-й стрелковой дивизии. Закончил войну в должности помощника начальника штаба. После демобилизации с 1946 года возвратился в Хреновое, где продолжил работать зоотехником на Хреновском конном заводе № 10.
В 1948 году удостоен звания Героя Социалистического Труда за высокие трудовые показатели в коневодстве.
В 1955 году назначен на должность управляющего отделением Хреновского конного завода. Проработал в этой должности 15 лет до выхода на пенсию (1970).
Умер 10 марта 1988 года.

## Награды
- Герой Социалистического Труда — Указ Президиума Верховного Совета СССР от 21 декабря 1948 года
- Орден Ленина
- Орден Красного Знамени
- Орден Отечественной войны II степени